# Kamp Ybenheer
Kamp Ybenheer is een voormalig werkkamp gelegen aan de Veenweg te Fochteloo, in de Friese gemeente Ooststellingwerf.

## Werkverschaffing
Kamp Ybenheer, gelegen aan de westzijde van het Fochteloërveen, werd gebouwd in het kader van de werkverschaffing. In het voorjaar van 1941 kwam het kamp gereed. De werkloze mannen moesten het land ontginnen en aardappelrooien. Op 1 mei 1942 kwam hier een einde aan.

## Joods kamp
Vanaf juni 1942 werd het kamp door de Duitse bezetter gebruikt als werkkamp voor 225 mannelijke Joodse arbeiders. Na vier maanden, in de nacht van 2 oktober op 3 oktober, werden de dwangarbeiders afgevoerd.

## Na de oorlog
Na de Tweede Wereldoorlog is het kamp door diverse groepen bewoond. Direct na de bevrijding was het een interneringskamp voor NSB'ers. In de jaren vijftig werden in de barakken Molukse KNIL-militairen en hun gezinnen gehuisvest. Het was een van de vier Molukse woonoorden in Friesland.
In 1966 werd het kamp gesloten en afgebroken. Er staan nog twee gemetselde zuilen van het toegangshek. Het gebied is sinds 1973 eigendom van Vereniging Natuurmonumenten.

## Gedenkteken
Bij het voormalige kamp is ter nagedachtenis aan de joodse dwangarbeiders op 10 oktober 2002 een monument onthuld.
Arriën ·
Balderhaar ·
Beugelen ·
Bruinhorst ·
Conrad ·
De Beetse ·
De Bruine Enk ·
De Wite Peal ·
De Wittebrink  ·
Het Wijde Gat ·
It Petgat ·
Kremboong ·
Lievelde · Molengoot ·
Oranje ·
Overbroek ·
Schut ·
Twilhaar ·
Vledder ·
Ybenheer · De Zomp
Beugelen ·
Carel Coenraadpolder/Dollart Süd ·
Conrad ·
De Beetse ·
Erika ·
It Petgat ·
Molengoot ·
Nuis ·
Oranje ·
Vught ·
Westerbork ·
Ybenheer
Nederland in de Tweede Wereldoorlog
 Portaal:Tweede Wereldoorlog